# Pedro Jorge Vera
Pedro Jorge Vera (Guayaquil, 16 de junio de 1914 - ibídem, 5 de marzo de 1999) fue un escritor, periodista, catedrático de universidad y político ecuatoriano. "Se lo considera un maestro de la narrativa ecuatoriana y uno de los más importantes hombres de letras del Ecuador en el siglo XX.

## Reseña de su vida y obra

### Infancia y educación
Pedro Jorge Vera nació el 16 de junio de 1914, en Guayaquil, como hijo
legítimo de Alfredo R. Vera Benavídes y Leonor Vera Almendares. Su padre era un 
abogado nacido en Naranjal y domiciliado en Guayaquil que llegó a ser Fiscal
de la Corte Superior de Justicia de Guayaquil. Su madre era asimismo hija de un abogado, el Dr. Pedro José Vera, 
quien llegó a ser diputado, y nieta del primer director de la Biblioteca Municipal de Guayaquil. Su abuelo paterno fue el señor Manuel María Vera, nacido en Manabí y radicado en Naranjal, altruista filántropo quien donó una campana fundida en oro y bronce traída especialmente para la iglesia de Naranjal desde Suiza,  a más de eso los trabajadores de una de sus haciendas en gratitud de asentarse en uno de sus terrenos en el recinto La Marsella en Naranjal, crearon una escuela que lleva el nombre de "Manuel María Vera". Manuel María Vera abuelo de Pedro Jorge,  ostentó el cargo de Presidente de la Junta Parroquial de Molleturo y de Naranjal respectivamente. En agradecimiento cuando falleció Manuel María el pueblo de Naranjal le dio el privilegio que solo a los Presidentes de la República de ese entonces se otorgaba y fue enterrado dentro de la iglesia de Naranjal. En 1970 un cura católico de apellido Lasso, irrespetando los deseos del pueblo ordenó que sacar los restos de la iglesia y que los sepultaran en otra parte. En el Colegio Tomás Martínez realizó sus estudios primarios, mientras que los secundarios 
en el Colegio Guayaquil, graduándose finalmente de bachiller como marino en 1932, 
después de haber sido expulsado del Colegio Nacional Vicente Rocafuerte. En la Universidad Central del Ecuador, en Quito estudió Jurisprudencia, 
sin embargo dejaría luego los estudios para dedicarse a la militancia
política y a la escritura. Fue Joaquín Gallegos Lara quién lo introdujo al comunismo y lo animó escribir.
Durante esa época publicó sus primeras poesías en revistas de izquierda estudiantiles.

### Carrera periodística
Su primer semanario lo fundó con Alfredo Pareja Diezcanseco. Se titulaba “España Leal” y apoyaba la República, pero solo alcanzó a publicar dos revistas hasta que se lo llevaron preso. Pedro Jorge Vera fundó en 1958 junto con Alejandro Carrión la revista "La Calle", mediante la cual publicaba artículos opositores al régimen dictatorial en Ecuador. Durante un viaje a Cuba en 1960 conoció al Che Guevara, con quien tuvo una audiencia privada. A su regreso fundó la revista de izquierda "La Mañana" y se convirtió en el mayor defensor en el Ecuador de la Revolución Cubana. Durante ese mismo año viajó a China y Rusia junto a Jorge Icaza y Oswaldo Guayasamín. Tuvo la oportunidad de entrevistar a Mao Tse Tung y Nikita Jrushchov antes de continuar a Praga y otras capitales europeas. Para ese entonces, su ideología ya no era solo comunista, sino se había convertido en marxista-leninista a la hora de aceptar su primera cátedra universitaria en la Universidad Central del Ecuador. "Ecuador 70" fue fundada, como su nombre lo indica, en 1970 después de haber estado en prisión durante la dictadura de José María Velasco Ibarra. De su experiencia durante la dictadura velasquista salió en 1977 "El Pueblo soy yo" y el poema "Recado al Gran Viejo". Un llamado a Eloy Alfaro que termina con la célebre frase "Alfaro Vive Carajo".

### Carrera política y literaria
Su vida política, así como su obra, se caracteriza por su afiliación al Partido Comunista  del Ecuador (PCE). Como de miembro de dicho partido político, fue delegado a la Asamblea Constituyente de 1944 donde también sirvió de Secretario General.
Su primer poemario lo publicó en 1937 y se llamó "Nuevo Itinerario". Su primer cuento, "Hacia la escuela" fue publicado porque a José de la Cuadra le pareció excelente y lo recomendó a un editorial. Durante la dictadura que comenzó en 1963 se exilió a Chile donde su primera esposa murió de cáncer. En 1964 contrajo nupcias con la también escritora guayaquileña Eugenia Viteri Segura. Juntos visitaron a Pablo Neruda y Salvador Allende en sus respectivas viviendas vacacionales. En ese país publicó dos libros hasta su regreso en 1966 al Ecuador. En 1938 viajó a Quito y fundó la "Agencia General de Publicaciones", la cual publicó alguna de sus obras. Joaquín Gallegos Lara murió en 1947 y Vera le dedicó un soneto a su antiguo mentor.
Pedro Jorge Vera es un autor importante que siempre figura dentro de las principales antologías de literatura latinoamericana como: Índice de la poesía ecuatoriana contemporánea (Santiago de Chile, 1937), El nuevo relato ecuatoriano (Quito, 1951), Cuentos hispanoamericanos (La Paz, 1957), Antología del cuento hispanoamericano contemporáneo (Chile, 1958), Gli migliore raccontos del mondo (Milán, 1961), Antología de cuentistas hispanoamericanos (Barcelona, 1964), Cuentos latinoamericanos (Lima, 1964), Cuentos latinoamericanos modernos (Tel Aviv, 1964), Invatati limba spaniola (Bucarest, 1966), Cuentos antropófagos (México, 1972), Narrativa andina (Lima, 1972), Antología del relato ecuatoriano (Quito, 1973), La violencia en el Ecuador (México, 1973), Ecuador en el cuento (Buenos Aires, 1976), Narradores latinoamericanos (Caracas, 1976), Cuentos (La Habana, 1986), Así en la tierra como en los sueños (Quito, 1991), Cuento contigo (Guayaquil, 1993), Poesía viva del Ecuador (Quito, 1998), y Antología básica del cuento ecuatoriano (Quito, 1998).

### Fallecimiento
Falleció de cáncer, en Quito, el 5 de marzo de 1999. Sus cenizas fueron esparcidas en río Guayas y lanzadas al volcán Pichincha.

## Honores
- En la ciudad de Quito se nombró en su honor un concurso de cuentos.
- Portador del Premio Nacional Eugenio Espejo  en 1991 por la totalidad de su obra.
- Mérito de Honor de la Unión Nacional de Periodistas del Ecuador (UNP) en 1984.
- La distinción Félix Elmuza, de la Unión de Periodistas de Cuba (UPEC).[2]

## Obras
Novela
- Los animales puros (Buenos Aires, 1946), 260 p.
- El destino (Quito, 1953), 113 p.
- La semilla estéril (Quito, 1962), 261 p.
- Tiempo de muñecos (Quito, 1971), 274 p.
- El pueblo soy yo (Buenos Aires, 1976), 295 p.
- Las familias y los años (Madrid, 1982), 384 p.
- Por la plata baila el perro (Quito, 1987), 215 p.
- Este furioso mundo (Quito, 1992), 213 p.
- El cansancio de Dios (Quito, 1997), 170 p.
- El tiempo invariable (póstumo) (Quito, 2000), 165 p.

Cuento
- La guamoteña (México, 1947), 28 p.
- Luto eterno y otros relatos (Guayaquil, 1953), 201 p.
- Un ataúd abandonado (Quito, 1968), 156 p.
- Los mandamientos de la ley de Dios (Quito, 1972), 238 p.
- Jesús ha vuelto (Quito, 1978), 273 p.
- Ah los militares! (Quito, 1985), 92 p.
- Cuentos duros (Quito, 1990), 112 p.
- La muerte siempre gana (Quito, 1995), 115 p.
- El asco y la esperanza y otros relatos, 1997, 169 p.
- Doce cuentos de la historia (Quito, 1997), 153 p.

Poesía
- Mujer del mar (Guayaquil, 1930)
- Nuevo itinerario: poemas (1934/1936) (Quito, 1937)
- Romances madrugadores (Guayaquil, 1937)
- Túnel iluminado (Quito, 1949)
- Versos de hoy y de ayer (Guayaquil, 1979)

Teatro
- El dios de la selva (Quito, 1943), 47 p.
- Hamlet resuelve su duda (Quito, 1952), 36 p.
- La mano de Dios, Quito, 1956, incluye: La mano de Dios; Luto eterno; Los ardientes caminos; El Dios de la selva, 291 p.

Memorias
- Gracias a la vida (Quito, 1993)